# Phostria dispilotalis
Phostria dispilotalis là một loài bướm đêm trong họ Crambidae.